# Thècle de Kitzingen
Sainte Thècle de Kitzingen, née en Angleterre, morte vers 790 à Kitzingen, est une religieuse bénédictine du VIIIe siècle.

## Résumé biographique
De la famille de saint Boniface, évangélisateur des Germains, elle quitte selon ses directives l'abbaye de Wimborne (Dorset) avec sainte Lioba pour évangéliser le royaume carolingien des Francs. Elles s'installent toutes deux à l'abbaye de Tauberbischofsheim instaurée par Boniface où Thècle seconde Lioba dans sa direction.
Sainte Thècle devient quant à elle abbesse des abbayes d'Ochsenfurt et de Kitzingen après la mort vers 750 de la supérieure Hadeloge de Kitzingen.
Elle est invoquée pour l'éducation des enfants.
Sa fête locale est le 15 octobre.